# Pomniki przyrody w gminie Szczawnica
Na terenie gminy Szczawnica, w powiecie nowotarskim, w województwie małopolskim znajduje się 26 pomników przyrody. W większości są to pojedyncze drzewa, ale jest tu parę grup drzew, 2 aleje, fragment potoku oraz skałki i grupy skałek. Jeśli nie zaznaczono tego w kolumnie 2., dany pomnik przyrody znajduje się w mieście Szczawnica.
Poniższa tabela przedstawia stan prawny pomników przyrody na terenie gminy:
| Nr  | Lokalizacja                                                                               | Forma          | Obiekt(y)                                                                                          | Sztuk | Obwody [cm]   | Akt prawny                                                                                  | Zdjęcie |
| 1.  | przy alei spacerowej obok „Malinowej” w Parku Górnym                                      | drzewo         | buk pospolity                                                                                      | 1     | 245           | Decyzja RLS-op-7140/65/78 z 30 października 1978                                            |         |
| 2.  | Biała Woda, w pobliżu wylotu z wąwozu wąwozu Biała Woda                                   | skała          | skałka bazaltowa                                                                                   |       |               | Decyzja Rol. IV-3/46/62 z 14 października 1962                                              |         |
| 3.  | przy alejce spacerowej na wprost Pijalni w Parku Górnym                                   | drzewo         | klon jawor                                                                                         | 1     | 330           | Decyzja RLS-op-7140/66/78                                                                   |         |
| 4.  | w Parku Dolnym w pobliżu altany                                                           | drzewo         | lipa drobnolistna (złożona z 13 pni)                                                               | 1     | od 50 do 210  | Decyzja RLS-op-7140/87/78 z 30 października 1978                                            |         |
| 5.  | Biała Woda, przy drodze Jaworki – Biała Woda                                              | drzewo         | wiąz polny                                                                                         | 1     | 482           | Decyzja RLS-op.7140/64/78 z 30 października 1978                                            |         |
| 6.  | w Parku Górnym od sanatorium „Hutnik” do sanatorium „Modrzewie”                           | aleja          | 42 żywotniki, 15 cisów i 1 dąb                                                                     | 58    | od 90 do 310  | Decyzja RLS-op-7140/50/78 z 30 października 1978                                            |         |
| 7.  | pomiędzy kaplicą zdrojową a sanatorium „Modrzewie”                                        | drzewostan     | fragment parku, 30–150-letnie jesiony, modrzewie, dęby, graby i jawory                             |       |               | Decyzja RLS-op.7140/51/78 z 30 października 1978, Rozp. Nr 3/09 Woj. Małop. z 31 lipca 2009 |         |
| 8.  | w Parku Górnym przy alejce spacerowej koło sanatorium „Świerki”                           | drzewo         | buk pospolity                                                                                      | 1     | 310           | Decyzja RLS-op-7140/52/78 z 30 października 1978                                            |         |
| 9.  | w Parku Górnym przy alejce spacerowej koło sanatorium „Świerki”                           | drzewo         | modrzew europejski                                                                                 | 1     | 270           | Decyzja RLS-op.7140/53/78 z 30 października 1978                                            |         |
| 10. | w Parku Górnym koło sanatorium „Świerki”                                                  | grupa drzew    | 2 grusze wierzbolistne                                                                             | 2     | 85 i 87       | Decyzja RLS-op-7140/54/78 z 30 października 1978                                            |         |
| 11. | w Parku Górnym przy alejce spacerowej pomiędzy sanatorium „Świerki” i sanatorium „Batory” | grupa drzew    | 2 cisy                                                                                             | 2     | 130           | Decyzja RLS-op.7140/55/78 z 30 października 1978                                            |         |
| 12. | pomiędzy aleją a jezdnią obok Domu Zdrojowego „Malinowej”                                 | drzewo         | lipa drobnolistna                                                                                  | 1     | 280           | Decyzja RLS-op-7140/56/78 z 30 października 1978                                            |         |
| 13. | w Parku Dolnym przy alejce spacerowej w pobliżu altanki                                   | drzewo         | sosna wejmutka                                                                                     | 1     | 320           | Decyzja RLS-op.7140/57/78 z 30 października 1978                                            |         |
| 14. | w Parku Dolnym przy alejce spacerowej                                                     | drzewo         | lipa drobnolistna                                                                                  | 1     | 330           | Decyzja RLS-op-7140/58/78 z 30 października 1978                                            |         |
| 15. | w Parku Dolnym przy alejce spacerowej                                                     | drzewo         | lipa drobnolistna                                                                                  | 1     | 370           | Decyzja RLS-op.7140/59/78 z 30 października 1978                                            |         |
| 16. | w Parku Dolnym przy alejce spacerowej                                                     | drzewo         | sosna wejmutka                                                                                     | 1     | 370           | Decyzja RLS-op-7140/60/78 z 30 października 1978                                            |         |
| 17. | w Parku Dolnym, wzdłuż osi N-S od sanatorium „Chemik” do głównej szosy                    | aleja          | aleja drzew (jawory, klony, jesiony i lipy)                                                        | 50    | od 110 do 220 | Decyzja RLS-op.7140/61/78 z 30 października 1978, Rozp. Nr 7 Woj. Małop. z 13 kwietnia 2004 |         |
| 18. | w Parku Dolnym obok postoju dorożek                                                       | drzewo         | lipa drobnolistna                                                                                  | 1     | 300           | Decyzja RLS-op-7140/62/78 z 30 października 1978                                            |         |
| 19. | w Parku Dolnym w pobliżu Alei Parkowej                                                    | drzewo         | lipa szerokolistna                                                                                 | 1     | 300           | Decyzja RLS-op.7140/63/78 z 30 października 1978                                            |         |
| 20. | Szlachtowa, w sąsiedztwie wąwozu Homole                                                   | grupa skał     | skałki wapienne: „Dziad i Baba”                                                                    |       |               | Decyzja RLS-op-7140/77/78 z 30 października 1978                                            |         |
| 21. | Szlachtowa, w sąsiedztwie wąwozu Homole, na wprost skał „Dziad i Baba”                    | grupa skał     | skałki wapienne                                                                                    |       |               | Decyzja RLS-op.7140/78/78 z 30 października 1978                                            |         |
| 22. | Szczawnica Wyżna, dopływ Potoku Grajcarek                                                 | odcinek potoku | odcinek Sopotnickiego Potoku wraz z naturalnym progiem skalnym o wysokości 4 m i kotłem eworsyjnym |       |               | Decyzja RLS-op-7140/8/82 z 22 marca 1982                                                    |         |
| 23. | w pobliżu starego cmentarza przy ul. Szalaya                                              | drzewo         | jesion wyniosły                                                                                    | 1     | 442           | Rozporządzenie Nr 32 Woj. Nowosąd. z 27 grudnia 1994                                        |         |
| 24. | w Parku Górnym w zabytkowej Alei Cisowej                                                  | drzewo         | modrzew europejski                                                                                 | 1     | 267           | Rozporządzenie Nr 32 Woj. Nowosąd. z 27 grudnia 1994                                        |         |
| 25. | w sąsiedztwie Spalonego Dworku oraz Pomnika Szalaya                                       | drzewo         | dąb bezszypułkowy                                                                                  | 1     | 300           | Rozporządzenie Nr 32 Woj. Nowosąd. z 27 grudnia 1994                                        |         |
| 26. | w Parku Górnym, naprzeciwko kapliczki Matki Boskiej                                       | drzewo         | cyprysik groszkowy                                                                                 | 1     | 183           | Rozporządzenie Nr 32 Woj. Nowosąd. z 27 grudnia 1994                                        |         |